# Xcaret

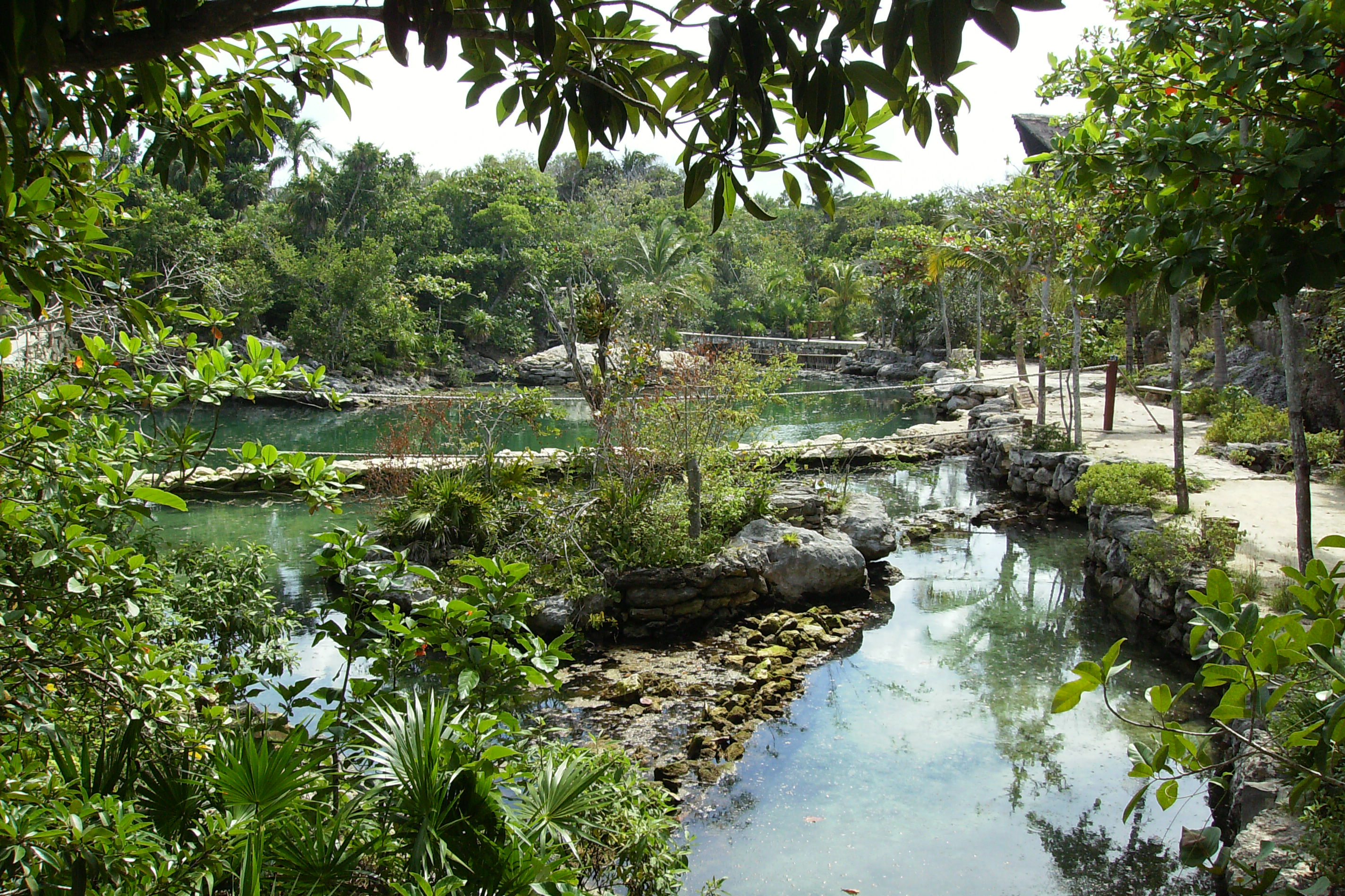
Teich im Xcaret-Park

Xcaret ist ein ökologisch-archäologischer Freizeitpark im mexikanischen Bundesstaat Quintana Roo, in dem im Herbst 2005 die Verleihung der MTV Latin Music Awards stattfinden sollte. Es werden auch viele Wasser-Attraktionen wie Schwimmen, Schnorcheln, Speed-Boot ... angeboten.
Xcaret befindet sich südlich von Playa del Carmen an der Autobahn 307, und nur ca. 45 Minuten südlich von Cancún, von wo aus auch organisierte Bustouren angeboten werden.
Zu erreichen ist der Park ebenso direkt durch das Hotel Occidental Grand Flamenco Xcaret, welches sich nebenan befindet. Von dort kann man durch einen kleinen Kanal mit einem Boot zum Park gebracht werden. Dies ist jedoch nur Hotelbesuchern gestattet.
Der Park ist in eine tropische Landschaft eingebettet und sämtliche Gebäude sind dem Maya-Stil nachempfunden. Hauptattraktion ist eine Art Musical-Theater, welches einem antiken Ballspielplatz damaliger Maya-Stätten nachempfunden ist. Die Zuschauer sitzen dabei wie in einem Stadion um einen Platz herum, auf dem allabendlich eine sehr aufwändig und in Perfektion gestaltete zweistündige Abschluss-Show stattfindet, in der über 300 Künstler die Geschichte der Eroberung Mexikos und die kulturellen Unterschiede der unterschiedlichen mexikanischen Regionen und Bundesstaaten darstellen. Die Show wird dabei von Schauspielern und Nachfahren der Maya mitgestaltet.
Xcaret bietet außerdem die Möglichkeit, mit Delfinen, Haien und Mantas zu schwimmen. Der Park beherbergt außerdem eine große Meeresschildkrötenfarm, wo die Tiere gezüchtet und aufgezogen werden, um den Fortbestand der Art zu sichern.
Auf einer Länge von ca. einem Kilometer, vom einen Ende des Geländes zum anderen, erstreckt sich ein unterirdischer Fluss, der durchschwommen werden kann.
Im Park befindet sich auch ein historischer Maya-Tempel, der in die Anlage mit integriert wurde. Auch der Zoo (mit Jaguar, Puma), botanische Garten, Schmetterlingspavillon und begehbare Höhlen sind sehenswert.
Der Park verzeichnete im Jahr 2015 1,3 Mio. Besucher.

## Geschichte
Das Gelände wurde ursprünglich 1984 von einer Gruppe mexikanischer Unternehmer unter Leitung des Architekten Miguel Quintana Pali erworben. Bei der Erschließung stieß er auf Cenoten – dolinenartige Wasserlöcher, die durch den Einsturz von Höhlendecken entstanden sind, welche durch Millionen Jahre Erosion unterirdischer Flüsse geschwächt wurden.
Quintana erkannte das touristische Potenzial und entwickelte die Idee eines ökologischen Parks, der der Öffentlichkeit zugänglich sein sollte. Er tat sich mit Oscar, Marcos und Carlos Constandse zusammen, und gemeinsam eröffneten sie den Park im Dezember 1990.
Zeitgleich nahm man Kontakt mit dem Nationalen Institut für Anthropologie und Geschichte (Instituto Nacional de Antropología e Historia, INAH) auf, um die Überreste von Maya-Pyramiden und Bauwerken auf dem Gelände zu rekonstruieren. Die Parkleitung finanzierte die Arbeiten, das INAH stellte ein Spezialistenteam zur Verfügung.

## Schwesterparks
Grupo Xcaret betreibt neben dem Hauptpark folgende Freizeitangebote:
- Xplor und Xplor Fuego - u. a. Zipline, ATV-Fahrten, Zipline, Fuego ist die Nachtversion mit Feuerthema
- Xel-Há - All-Inclusive Wasserpark, Schnorcheln, Fluss, Open Bar
- Xenses - Sinnesparcours, optische Illusion, Themenpfade (einziger Halbtagspark der Gruppe)
- Xavage - Extremsport (Jetboot, Rafting, Seilparcours)
- Xenotes - Abenteuer in vier verschiedenen Cenoten
- Xichen - Touren zu den Ruinen von Chichén Itzá
- Xoximilco - Mexikanische Bootsparty mit Musik, Essen und Tanz[4]

## Sonstiges

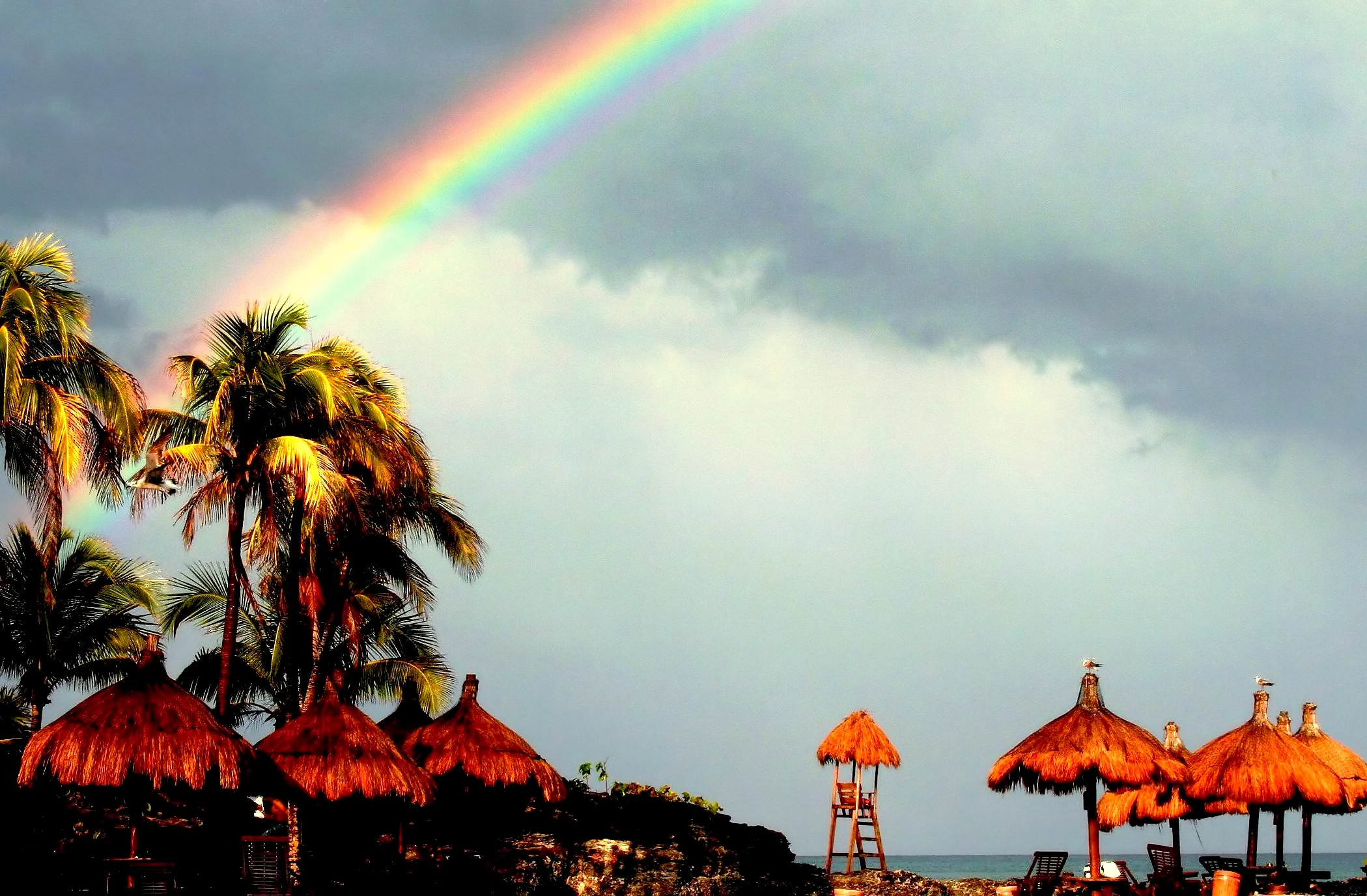

Ansonsten bietet der Park folgendes:
- mehrere kleinere Shows über die Traditionen und die Geschichte Mexikos und der Maya
- eine Vielzahl von exotischen, traditionell mexikanischen Tieren
- einen Karibikstrand mit Hängematten und Palmen
- Wasseraktivitäten, wie z. B. Tauchen und Schnorcheln
- Wellnessbereich für Massagen und eine traditionelle Mayasauna
- ein Maya-Museum mit Informationen über die größten archäologischen Mayastätten und deren Historie und Architektur
- hochfahrender Aussichtsturm
- Pilz- und Orchideenfarm sowie Agavenplantagen
- Floßfahrt auf dem halbunterirdischen Fluss
- Platz der Traditionen mit den berühmten mexikanischen Hochartisten
- Restaurants mit verschiedenen Essensthemen